# Olga Neveršilová
Olga Neveršilová, rozená Pavlíková, (26. června 1934 Praha – 11. listopadu 2021 Bern) byla česko-švýcarská básnířka, autorka literárněvědných studií a překladatelka z polštiny.

## Životopis
Narodila se v rodině právníka. Po maturitě (1952) vystudovala slavistiku na FF UK. V letech 1958–1961 byla korektorkou Časopisu pro lékařskou zdravotní dokumentaci. V letech 1961–1962 pracovala ve Slovanském ústavu, poté v Památníku národního písemnictví. V roce 1966 odešla na mateřskou dovolenou. Roku 1968 emigrovala do Švýcarska. Tam pracovala na Bernské a Freiburské univerzitě. 

## Literární tvorba

### Poezie
- Lahvová pošta, Los Angeles: Framar, 1980
- Vzápětí, München: Poezie mimo Domov, 1981
- Kamenné chůvy, München: Poezie mimo Domov, 1989
- Časomísta, Praha: Ivo Železný, 1996 (výbor poezie)

### Tvorba pro děti
- Podkolenky Šedého Mráčka, ilustroval Jan Neveršil, Praha: Olga Neveršilová, 1999

### Překlady
Překládala z polštiny do češtiny, později svá vlastní díla z češtiny do němčiny.
- Akademie pana Kaňky, Jan Brzechwa (Akademia pana Kleksa), Praha, Státní nakladatetelství dětské knihy 1960
- Emfazy: Bílý prášek, Lech Stefański (Biały pył), Praha, Státní nakladatelství dětské literatury 1964
- Kde jsi, Cyrile?, Wiktor Woroszylski (Cyryl, gdzie jesteś), Praha, Svoboda 1965